# Pietro Scalia
Pietro Scalia (Catania, 17 marzo 1960) è un montatore italiano naturalizzato statunitense.

## Biografia
Scalia lavora soprattutto negli Stati Uniti. Ha esordito nel 1987 come assistant editor nel film Wall Street.
Ha collaborato con registi del calibro di Oliver Stone e Ridley Scott. Ha collaborato anche con Bernardo Bertolucci in Io ballo da sola e Piccolo Buddha.
Ha vinto l'Oscar per il miglior montaggio nel 1992 assieme a Joe Hutshing per JFK - Un caso ancora aperto e nel 2002 per Black Hawk Down - Black Hawk abbattuto. Ha avuto altre due nomination, nel 
1998 per Will Hunting - Genio ribelle e nel 2001 per Il gladiatore.

## Filmografia parziale

### Montatore

#### Cinema
- Megaville, regia di Peter Lehner (1990)
- JFK - Un caso ancora aperto (JFK), regia di Oliver Stone (1991)
- Jackpot, regia di Mario Orfini (1992)
- Piccolo Buddha (Little Buddha), regia di Bernardo Bertolucci (1993)
- Pronti a morire (The Quick and the Dead), regia di Sam Raimi (1995)
- Io ballo da sola (Stealing Beauty), regia di Bernardo Bertolucci (1996)
- Will Hunting - Genio ribelle (Good Will Hunting), regia di Gus Van Sant (1997)
- Soldato Jane (G.I. Jane), regia di Ridley Scott (1997)
- Il grande colpo (The Big Hit), regia di Kirk Wong (1998)
- Il gladiatore (Gladiator), regia di Ridley Scott (2000)
- Hannibal, regia di Ridley Scott (2001)
- Black Hawk Down - Black Hawk abbattuto, regia di Ridley Scott (2001)
- Levity, regia di Ed Solomon (2003)
- Masked and Anonymous, regia di Larry Charles (2003)
- Memorie di una geisha (Memoirs of a Geisha), regia di Rob Marshall (2005)
- The Great Raid - Un pugno di eroi (The Great Raid), regia di John Dahl (2005)
- The 11th Hour - L'undicesima ora (The 11th Hour), regia di Leila Conners Petersen e Nadia Conners (2007) - Documentario
- Hannibal Lecter - Le origini del male (Hannibal Rising), regia di Peter Webber (2007)
- American Gangster, regia di Ridley Scott (2007)
- Nessuna verità (Body of Lies), regia di Ridley Scott (2008)
- Robin Hood, regia di Ridley Scott (2010)
- Prometheus, regia di Ridley Scott (2012)
- The Amazing Spider-Man, regia di Marc Webb (2012)
- The Counselor - Il procuratore, regia di Ridley Scott (2013)
- The Amazing Spider-Man 2 - Il potere di Electro (The Amazing Spider-Man 2), regia di Marc Webb (2014)
- La foresta dei sogni (The Sea of Trees), regia di Gus Van Sant (2015)
- Sopravvissuto - The Martian (The Martian), regia di Ridley Scott (2015)
- Alien: Covenant, regia di Ridley Scott (2017)
- Solo: A Star Wars Story, regia di Ron Howard (2018)
- Ambulance, regia di Michael Bay (2022)
- Morbius, regia di Daniel Espinosa (2022)
- The Gray Man, regia di Anthony e Joe Russo (2022)
- Ferrari, regia di Michael Mann (2023)

#### Televisione
- Contatto finale (Final Approach), regia di Armand Mastroianni – film TV (2007)

### Produttore
- La foresta dei sogni (The Sea of Trees), regia di Gus Van Sant (2015)